# Voetbalkampioenschap van Elbe-Bode 1926/27
In 1926/27 werd het vierde voetbalkampioenschap van Elbe-Bode gespeeld, dat georganiseerd werd door de Midden-Duitse voetbalbond. 
Viktoria Güsten werd kampioen en plaatste zich voor de Midden-Duitse eindronde. De club verloor met 10:0 van SVgg Meerane 07. 

## Gauliga
| Plaats | Club                          | Wed. | W | G | V | Saldo | Ptn. |
| ------ | ----------------------------- | ---- | - | - | - | ----- | ---- |
| 1.     | FC Viktoria 1904 Güsten       | 10   | 8 | 0 | 2 | 35:20 | 16:4 |
| 2.     | FC Askania 1900 Aschersleben  | 10   | 8 | 0 | 2 | 32:19 | 16:4 |
| 3.     | SV 09 Staßfurt                | 10   | 7 | 0 | 3 | 37:20 | 14:6 |
| 4.     | FC Teutonia 1913 Aschersleben | 10   | 3 | 0 | 7 | 17:18 | 6:14 |
| 5.     | VfB Staßfurt                  | 10   | 3 | 0 | 7 | 15:41 | 6:14 |
| 6.     | FC Preußen Hettstedt          | 10   | 1 | 0 | 9 | 19:37 | 2:18 |

|  | Play-off titel |

Play-off
|  |                         |       |                              |  |
|  | FC Viktoria 1904 Güsten | 4 – 1 | FC Askania 1900 Aschersleben |  |
|  |                         |       |                              |  |